# Ngozi (provincie)
Ngozi is een provincie in het noorden van Burundi. De provincie meet bijna 1500 vierkante kilometer en telde naar schatting 600.000 inwoners in 1999. De hoofdstad is de gelijknamige stad Ngozi. In 2006 werd de provincie Ngozi getroffen door een hongersnood waaraan zeker 79 inwoners overleden. Vele inwoners van de provincie zijn toen naar de buurlanden Rwanda en Tanzania gevlucht.

## Grenzen
De provincie Ngozi ligt aan de grens met een buurland van Burundi:
- De provincie Est van Rwanda in het noordwesten.

Andere grenzen deelt Ngozi met vijf andere provincies:
- Kirundo in het noordoosten.
- Muyinga in het oosten.
- Karuzi in het zuidoosten.
- Gitega in het uiterste zuiden.
- Kayanza in het zuidwesten.

## Communes
De provincie bestaat uit negen gemeenten:
- Busiga
- Gashikanwa
- Kiremba
- Marangara
- Mwumba

- Ngozi
- Nyamurenza
- Ruhororo
- Tangara

Bubanza · Bujumbura Mairie · Bujumbura Rural · Bururi · Cankuzo · Cibitoke · Gitega · Karuzi · Kayanza · Kirundo · Makamba · Muramvya · Muyinga · Mwaro · Ngozi · Rumonge · Rutana · Ruyigi